# 神戸町民体育館
神戸町民体育館（ごうどちょうみんたいいくかん）は、岐阜県安八郡神戸町にある体育館である。

## 概要
- 神戸町の体育施設の一つである[2]。1978年（昭和53年）竣工[1]。1979年（昭和54年）5月5日開館[3]。
- 2003年（平成15年）に改修され、同年2月12日にトレーニングルーム（現・フィットネスルーム）が設置されている[4]。
- 神戸町中央公民館は同一敷地内にあり、建物も隣接する。

## 施設概要
1階
- 卓球場

卓球台5台を常設する。
- 剣道場
- フィットネスルーム

個人利用は事前申請無しで利用可能（使用料が必要）。NPO法人ごうどスポーツクラブが管理運営する。
2階
- 競技場

バレーボール（6人制）2面、バスケットボール2面、バドミントン6面として使用可能。

## 利用案内
- 所在地：岐阜県安八郡神戸町大字神戸1202番地
- 利用時間：9:00 - 21:00[6]
  - フィットネスルームは開設時間が異なる[5][7]
- 休館日：火曜日（その日が祝日の場合は翌日）、年末年始（12月29日 - 1月3日）[6]

## 交通アクセス
- 養老鉄道養老線「広神戸駅」下車、徒歩約10分。
- 名阪近鉄バス大垣大野線「神戸町役場」バス停より徒歩約5分。
  - 大垣駅（大垣駅前バスのりば）より「大野バスセンター」行き。

## 周辺施設
- 神戸町役場
- 神戸町中央公民館　※隣接
- 神戸町介護予防施設ばらの里
- 神戸町立神戸中学校
- 日比野五鳳記念美術館
- 大垣共立銀行神戸支店
- 広神戸駅

## その他
- 神戸町には町民体育館の他に社会教育施設として神戸総合体育館（1987年4月6日開館）[8]が設置されていた。神戸総合体育館は2009年に神戸中学校に移管され、神戸中学校体育館となっている。